# Milan Puzrla
Milan Puzrla   (Veselí nad Moravou, 18 d'abril de 1946 - Nemocnice Břeclav, 24 de maig de 2021) va ser un ciclista txecoslovac, d'origen txec. Va competir en pista i en carretera. Va guanyar una medalla de bronze al Campionat del Món de persecució per equips de 1965 i una de plata al Campionat del Món de contrarellotge per equips de 1970. Va participar en els Jocs Olímpics de 1968, 1972 i els de 1976.